# Comuna Bod, Brașov
Bod (în germană Brenndorf, în maghiară Botfalu) este o comună în județul Brașov, Transilvania, România, formată din satele Bod (reședința) și Colonia Bod.

## Obiective turistice
- Biserica Evanghelică-Lutherană, construcție secolul al XIII-lea, monument istoric
- Situl arheologic „Gorgani”

## Demografie
Componența etnică a comunei Bod
     Români (85,46%)
     Maghiari (3,85%)
     Alte etnii (0,98%)
     Necunoscută (9,71%)
Componența confesională a comunei Bod
     Ortodocși (78,14%)
     Romano-catolici (4,08%)
     Reformați (1,39%)
     Alte religii (5,65%)
     Necunoscută (10,73%)
Conform recensământului efectuat în 2021, populația comunei Bod se ridică la 5.097 de locuitori, în creștere față de recensământul anterior din 2011, când fuseseră înregistrați 3.994 de locuitori. Majoritatea locuitorilor sunt români (85,46%), cu o minoritate de maghiari (3,85%), iar pentru 9,71% nu se cunoaște apartenența etnică. Din punct de vedere confesional, majoritatea locuitorilor sunt ortodocși (78,14%), cu minorități de romano-catolici (4,08%) și reformați (1,39%), iar pentru 10,73% nu se cunoaște apartenența confesională.

## Politică și administrație
Comuna Bod este administrată de un primar și un consiliu local compus din 15 consilieri. Primarul, Sergiu Arsene[*], de la Partidul Social Democrat, este în funcție din 2016. Începând cu alegerile locale din 2024, consiliul local are următoarea componență pe partide politice:
|  | Partid                                  | Consilieri | Componența Consiliului | Componența Consiliului | Componența Consiliului | Componența Consiliului | Componența Consiliului | Componența Consiliului |
|  | --------------------------------------- | ---------- | ---------------------- | ---------------------- | ---------------------- | ---------------------- | ---------------------- | ---------------------- |
|  | Partidul Național Liberal               | 6          |                        |                        |                        |                        |                        |                        |
|  | Partidul Social Democrat                | 5          |                        |                        |                        |                        |                        |                        |
|  | Alianța pentru Unirea Românilor         | 2          |                        |                        |                        |                        |                        |                        |
|  | Uniunea Democrată Maghiară din România  | 1          |                        |                        |                        |                        |                        |                        |
|  | Reînnoim Proiectul European al României | 1          |                        |                        |                        |                        |                        |                        |

## Primarii comunei
- 1996[7] - 2000 - Cernat Paul, de la Partidul Liberal 1993
- 2000[8] - 2004 - Cernat Paul, de la PNL
- 2004[9] - 2008 - Cernat Paul, de la PNL
- 2008[10] - 2012 - Liliac Claudiu Ilie, de la PSD
- 2012[11] - 2016 - Cernat Paul, de la PNL
- 2016[12] - 2020 - Arsene Sergiu, independent
- 2020[13] - 2024 - Arsene Sergiu, independent